# Telergy
I Telergy sono un supergruppo progressive metal statunitense sorto per iniziativa del produttore discografico e polistrumentista Robert McClung nel 2009, il quale fa delle sporadiche apparizioni nei vari album della band. La band inizialmente era formata da Joel Hoekstra, Trent Gardner, Colin Edwin, Nik Turner e Val Vigoda.

## Storia del gruppo
Nel 2011 è uscito l'album d'esordio The Exodus, una storia sul libro dell'Antico Testamento omonimo, mentre nel 2013 è stata pubblicata la loro seconda opera, Legend of Goody Cole. 

## Formazione

### Formazione attuale
- Dee Snider - voce, (2009-presente)
- Vernon Reid - chitarra (2018-presente)
- Oliver Palotai - tastiera (2016-presente)
- David Ragsdale - violino (2015-presente)
- Michael Stolt - basso (2019-presente)
- Todd Sucherman - batteria (2019-presente)

### Ex componenti
- Joel Hoekstra - chitarra (2012-2015)
- Trent Gardner - tastiera (2009-2016; morto nel 2016)
- Val Vigoda - violino (2009-2015)
- Colin Edwin - chitarra (2015-2018)
- Nik Turner - flauto (2009-2014; morto nel 2022)
- Pete Trewavas - basso (2009-2019)
- Jeff Plate - batteria (2009-2012)
- Deantoni Parks - (2012-2019)

## Discografia

### Album studio
- 2011 – Exodus
- 2013 – The Legend of Goody Coole
- 2015 – Hypatia
- 2020 – Black Swallow